# Soportes de árboles filogenéticos
Introducción teórica en Filogenia
Los soportes de árboles filogenéticos son unas medidas que proporcionan fiabilidad y robustez a los árboles creados a partir de los métodos de parsimonia, máxima verosimilitud, mínimas distancias y bayesiano. Los métodos de soporte más utilizados son el Soporte de Bremer o decay index, el Bootstrap, el Jackknife y el aLRT (Approximate Likelihood-Radio Test).

## Soporte de Bremer odecay index
Consiste en comparar el árbol más parsimonioso con el árbol más parsimonioso al que le falte el clado a estudiar; es decir, es el número de pasos necesarios para que una rama se colapse, que esta desaparezca. Hay dos formas de realizar este proceso:
- Árboles subóptimos: Consiste en calcular todos los árboles que sean subóptimos del árbol más parsimonioso y utilizar un consenso de todos los árboles hallados para ver en qué grado de suboptimización el clado desaparece.
- Reverse constrain: Calcula los árboles más cortos que no contengan la rama que se está estudiando y a continuación se encuentra la longitud de dicha rama.

Con ambos métodos es necesario repetir el proceso varias veces, ya que con el primer método es necesario sacar todos los cladogramas con todos los pasos y con el segundo hay que hacerlo con todas las ramas.

## Bootstrap
Bootstrap es el método más utilizado para parsimonia y máxima verosimilitud. Consiste en crear una matriz de datos cuyas columnas se van cambiando de forma aleatoria, e incluso se repiten en una misma matriz, y de cada una de las matrices resultantes crear un árbol filogenético, contando al final en cuantos de ellos aparece el clado a estudiar. Este proceso se repite varias veces, siendo lo más común repetirlo 1000 veces. Al final se indica el porcentaje de veces en que cada nodo del árbol se presentó en las matrices remuestreadas. Al final todos estos árboles se representan en uno consenso donde aparecen los porcentajes de la proporción de cada réplica. Así, si una rama presenta más del 50% quiere decir que ésta es fiable.

## Jackknife
El método Jackknife se puede usar en parsimonia, mínimas distancias y máxima verosimilitud. La premisa de este método es la ausencia de inconsistencias dentro de la base de datos a estudiar, de forma que la extracción de un taxón no debe modificar la topografía del árbol.
Consiste en la generación de matrices pseudoreplicativas de modo que cada una de ellas carezca de un taxón determinado a partir de las cuales se generan los árboles, realizando de todos ellos uno consenso.

## aLRT
El método aLRT (siglas en inglés de Approximate Likelihood-Ratio Test) es un análisis alternativo al bootstrap mucho más rápido y se basa en el método LRT (siglas en inglés de Likelihood-Ratio Test). LRT evalúa para cada rama la diferencia entre los logaritmos de máxima verosimilitud del mejor reordenamiento y el logaritmo de máxima verosimilitud considerando que la rama de interés tiene longitud cero. aLRT compara los valores del  logaritmo de máxima verosimilitud correspondientes al árbol de máxima verosimilitud y el segundo mejor reordenamiento alrededor de la rama de interés. 
Utiliza las fórmulas {\displaystyle 2{l_{1}-l_{2}}} donde {\displaystyle l_{1}} es la verosimilitud del mejor árbol y {\displaystyle l_{2}} es la verosimilitud del segundo mejor árbol.